# Топачевський Андрій Олександрович
Андрі́й Олекса́ндрович Топаче́вський — український письменник, кінодраматург. Заслужений діяч мистецтв України (2020).

## Біографія
Народився 22 лютого 1939 р. у родині науковців (батьки: Олександр Вікторович Топачевський та Марія Флоріанівна Макаревич). Закінчив факультет журналістики Київського державного університету ім. Т. Г. Шевченка (1961).
Працював на Сахаліні кореспондентом газети «Утро Родины» (1961-63); на Закарпатті кореспондентом газети «Колгоспне життя» (1963-64).
Від 1964 — у Києві: завідувач відділу газети «Комсомольское знамя» (1964-71); редактор сценарного відділу української студії хронікально-документальних фільмів та сценарного відділу київської кіностудії науково-популярних фільмів (1971-73); член сценарної колегії Державного комітету кінематографії (Держкіно) УРСР (1973-88); начальник відділу формування фільмофонду Міністерства культури і мистецтв України (1993-98), де опікувався збереженням спадщини українського кіно.
Член творчих спілок: Національної спілки письменників України (НСПУ), Національної спілки кінематографістів України (НСКінУ), Національної спілки журналістів України (НСЖУ).
Коло творчих зацікавлень Андрія Топачевського — природне довкілля, біблеїстика, народознавство, історія наукової думки.

## Літературна діяльність
Один із засновників в Україні природоохоронного руху в літературі та кіно, послідовно досліджує стосунки людини і природи як єдиний соціально-природний процес. У 1971-92 за сценаріями Андрія Топачевського створені документальні та науково-просвітницькі фільми.
Автор сценаріїв, науково-художніх книжок, оповідань, екологічних та культорологічних нарисів (1980-97) у часописах «Київ», «Дніпро», «Вітчизна», «Барвінок». Автор публіцистичних статей у газетах «Дзеркало тижня», «День», «Літературна Україна» (1999—2015). Твори перекладалися російською, білоруською, польською, англійською, болгарською мовами.

### Книги
- Симфонія життя. К., 1982; М., 1986
- Яблуко у річці. Казки. К., 1983
- Майстерня Флори. К., 1988
- Барви землі. К., 1990 (співавтор: Борис Володимирович Заверуха)
- Літопис білого латаття. К. 1991
- З Божого саду. Новели з біблійної ботаніки //Київ, 1997 № 5-10
- З Божого саду. Рослини і тварини у Святому Письмі. К., 2014, «Веселка».
- З Божого саду. Рослини і тварини у Святому Письмі. 2-ге вид., розшир. та доповн. К., 2016, «Веселка»
- Одним життям. Публіцистика доби Незалежності. К., 2018, «Веселка».

### Редактор фільмів
- «Відкрий себе» (1972, «Укркінохроніка»)
- «Теплий хліб», «Парасолька на полюванні», «Чому в ялинки колючі хвоїнки» (1973, мультфільми «Київнаукфільм»)

### Сценарії фільмів
- «Олександр Копиленко» (1972, «Укркінохроніка»)
- «До чистої криниці» (1975, «Укркінохроніка»)
- «Ті, що живуть поруч» (1978, «Київнаукфільм»)
- «Посміхніться вовку» (1978, «Укркінохроніка»)
- «Чи повернеться чорний лелека» (1979, «Укркінохроніка»)
- «У співавторстві з природою» (1980, «Київнаукфільм»)
- «Коріння трави» (1981, «Київнаукфільм»)
- «Іду до тебе, птах» (1982, «Київнаукфільм»)
- «Страницы Красной Книги» (1983, «Беларусьфильм»)
- «Трава у дома» (1984, «Беларусьфильм»)
- «З любов'ю до Природи» (1985, «Укркінохроніка»)
- «Майстерня Флори» (1985, «Київнаукфільм»)
- «Згуба» (1988, «Укркінохроніка»)
- «Акварелі Волошина» (1988, «Київнаукфільм»)
- «Зоряний час Либеді» (1990, «Укркінохроніка»)
- «Примирися в дусі» (1991, «Укркінохроніка»)
- «Гори мої високії» (1992, «Укркінохроніка»)

## Нагороди та премії
- 1978 — Диплом міжнародного кінофестивалю ЕКО-78, Брно, Чехія, за фільм «Ті, що живуть поруч»
- 1978 — Диплом VI республіканського кінофестивалю дитячих та юнацьких фільмів, Кіровоград за фільм «Посміхніться вовку»
- 1981 — Спеціальний приз журі на Всесоюзному кінофестивалі екологічних фільмів, Вороніж
- 1987 — 1-а премія Українського товариства охорони природи за книгу «Симфонія життя»
- 1988 — Премія Міжнародної спілки охорони природи (МСОП) за книгу «Симфонія життя»
- 1988 — Літературна премія «Благовіст» за твір «З Божого Саду» (частина 1. «Таємниці біблійних рослин»)
- 2001 — Всеукраїнська премія імені Івана Огієнка за твір «З Божого Саду»
- 2014 — Медаль НСПУ «Почесна відзнака»
- 2015 — Щорічна премія Президента України «Українська книжка року» за книгу «З Божого саду. Рослини і тварини у Святому письмі»[2]
- 2017 — Літературно-мистецька премія імені Олени Пчілки за книгу «З Божого саду. Рослини і тварини у Святому письмі», 2-ге доповнене видання 2016 р.[3]
- 2019 — Премія імені В'ячеслава Чорновола за кращу публіцистичну роботу в галузі журналістики за книгу «Одним життям. Публіцистика доби Незалежності».